# Chůze po žhavém uhlí

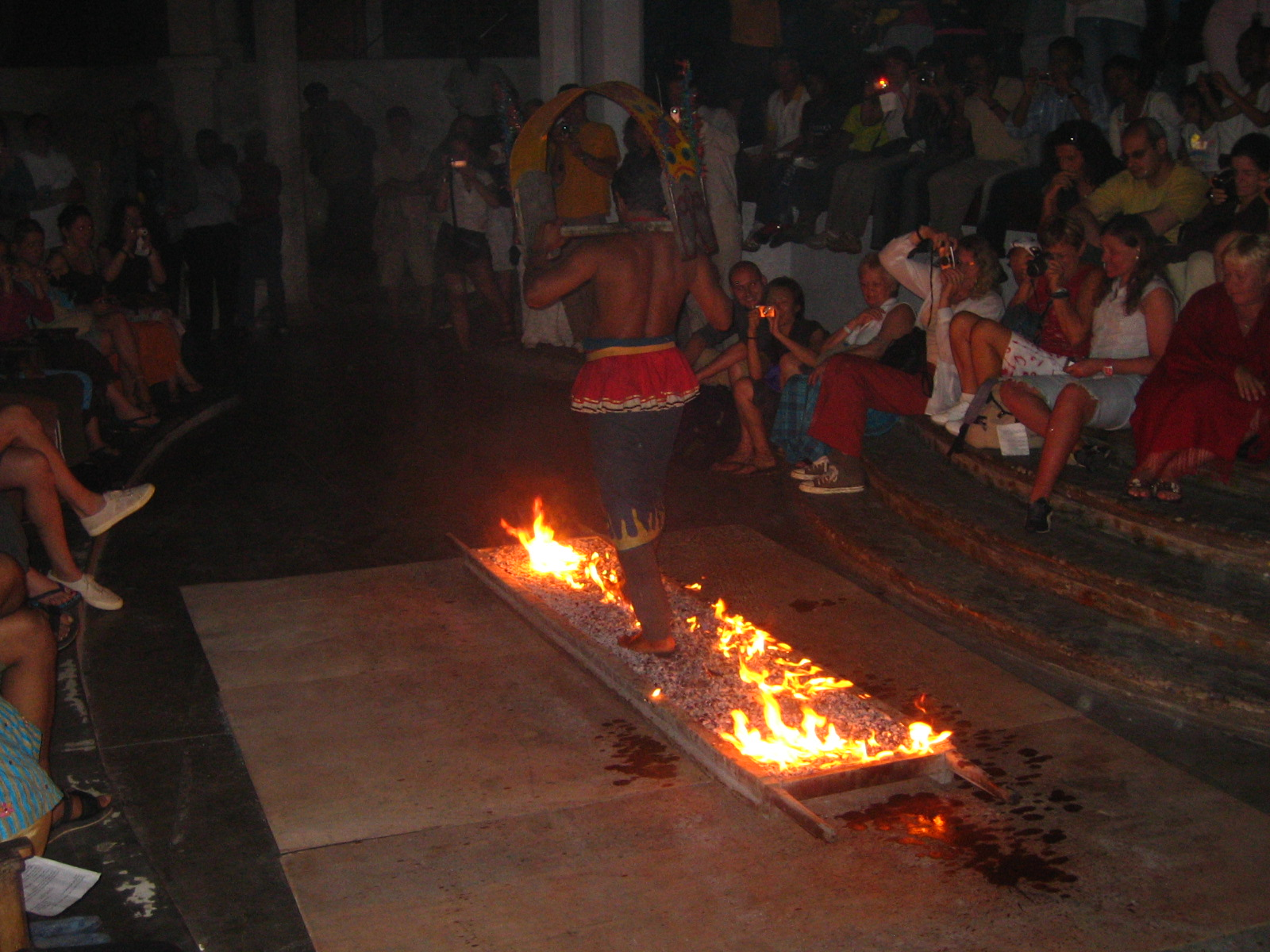
Fire Walking (Srí Lanka 2006)

Chůze po žhavém uhlí, resp. chůze bosýma nohama po žhavém uhlí (anglicky firewalikng nebo fire walking) byla praktikována mnoha lidmi a kulturami ve všech částech světa, přičemž nejstarší známý odkaz pochází z doby železné v Indii – asi 1200 př. n. l. Chůze po žhavém uhlí byla často praktikována jako zasvěcovací rituál, jako zkouška síly a odvahy jednotlivce, nebo v náboženství jako zkouška víry, a jako o chůzi po žhavém uhlí mohou být interpretovány zmínky v Bibli. Od 20. století je součástí motivačních a teambuildingových seminářů jako cvičení k posílení důvěry.

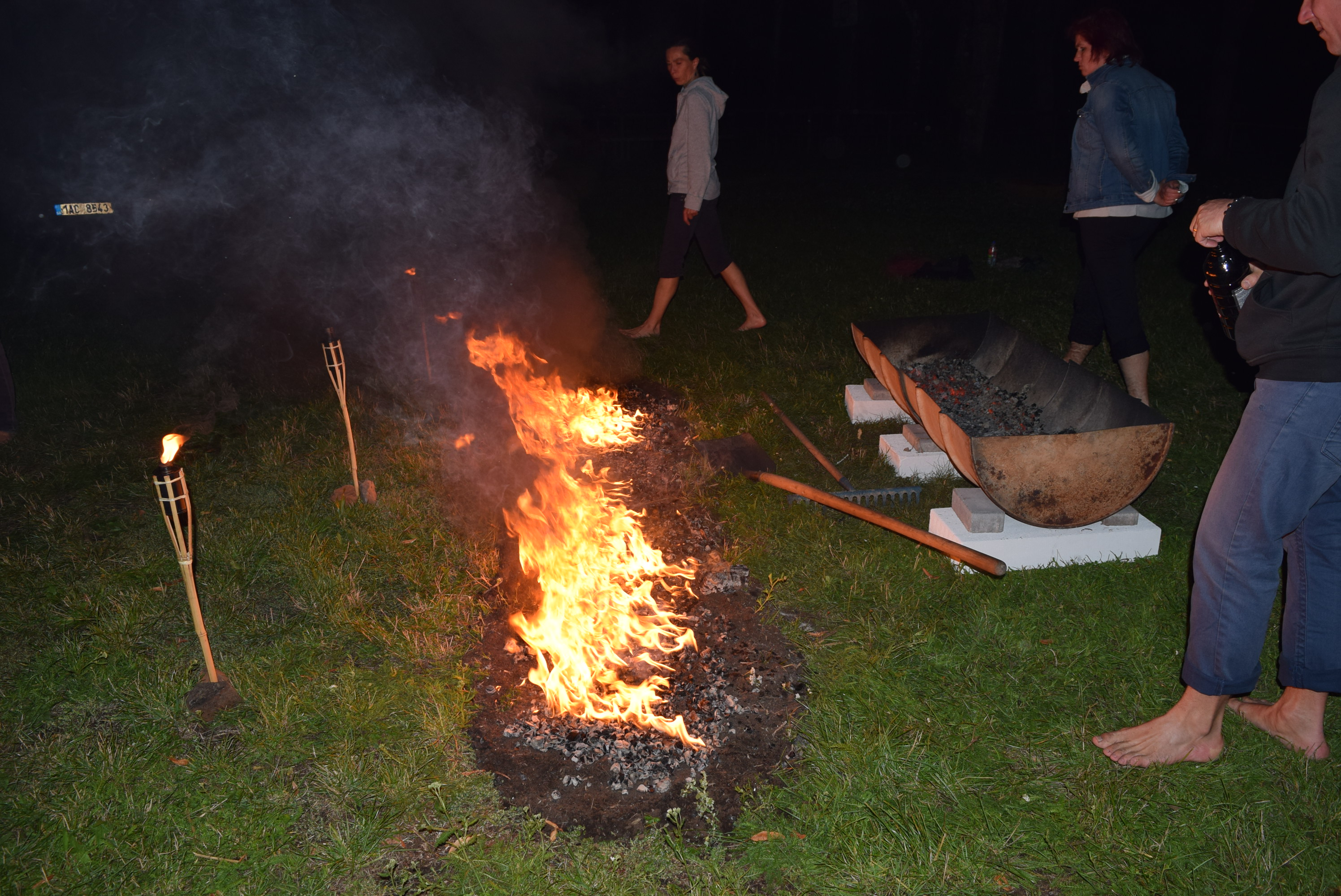
Chůze po žhavém uhlí

## Vysvětlení
Úspěšný přechod naboso po žhavém uhlí bez popálení chodidel je často prezentován jako schopnost člověka silou své mysli vítězit nad hmotou.
Moderní fyzika však tento fenomén vysvětluje jako fyzikální jev. Uhlík má cca 500 až 700°C, avšak hůře odvádí teplo. Naopak, lidská kůže odvádí teplo poměrně dobře. Jde-li člověk bos po žhavém uhlí určitou rychlostí, neměl by si chodidla spálit, toto je jen jedna z vícero hypotéz. Zatím žádná ze všech těchto hypotéz nebyla stoprocentně potvrzena.